# خوسيه غوميز (لاعب كرة قدم)
خوسيه غوميز (بالإسبانية: Elías Gómez) (9 يونيو 1994 في الأرجنتين - ) هو لاعب كرة قدم أرجنتيني في مركز الدفاع. لعب مع ديفنسا خوستيكا وروزاريو سنترال.

## وصلات خارجية
- خوسيه غوميز على موقع قاعدة بيانات كرة القدم.إي يو (الإنجليزية)
- خوسيه غوميز على موقع Soccerway.com (الإنجليزية)